# جوجل لايفلي
جوجل لايفلي (بالإنجليزية: Google Lively)‏ هي خدمة بيئة افتراضية مبنية على الويب من جوجل. يستطيع المستخدمون أن يكونوا شخصيات وغرف افتراضية لهم.
يمكن تشغيل جوجل لايفلي من خلال إما فايرفوكس أو إنترنت إكسبلورر على نظامي تشغيل ويندوز إكس بي أو ويندوز فيستا. بحسب جوجل، فإنه يتم التحضير لإصدارات لنظام ماك أو إس إكس ولينكس.
بإمكان المستخدمين تصميم غرف افتراضية، ويمكن إدراج مقاطع فيديو من يوتيوب أو صور من بيكاسا على حوائط هذه الغرف. ويمكن للمستخدمين إجراء الحوارات التي ستظهر على شكل فقاعات بجانب الشخصية الافتراضية.
من متطلبات التشغيل وجود خط اتصال سريع بالإنترنت وتنزيل برنامج صغير المساحة على جهاز المستخدم. يمكن تضمين محتويات البيئة الافتراضية على صفحات الويب والمدونات.
في 19 نوفمبر 2008 أعلن أنه بحلول ديسمبر من نفس السنة سيتم إغلاق الخدمة، وفي 1 يناير 2009 توقف فعلا عن العمل.

## وصلات خارجية
- جوجل لايفلي